# Rhipidoglossum montanum
Rhipidoglossum montanum là một loài thực vật có hoa trong họ Lan. Loài này được (Piers) Senghas miêu tả khoa học đầu tiên năm 1986.